# 榎本よしたか
榎本 よしたか（えのもと よしたか、1977年2月2日 - ）は日本のイラストレーター、漫画家、法廷画家。和歌山県和歌山市出身。東京都小平市在住。本名、榎本 祥孝（読み同じ）。

## 来歴
中学校在学中の1991年、カプコンの人気アクションゲーム、『ロックマン4』のボスキャラコンテストに応募し入賞（キャラクター名：ブライトマン）。
高校卒業後の1995年3月、家具製造メーカーにデザイナーとして入社。CAD（microCADAM）による家庭用家具、公共用家具の設計開発業務を務める傍ら、ウェブサイト制作、地方紙の4コマ漫画執筆及び広告カットの制作、近鉄カルチャーセンター和歌山にて風景絵画教室の講師も担当する。2001年、会社勤務の傍ら、大阪芸術大学通信教育部デザイン学科に入学。
2002年10月、7年間勤務した家具製造メーカーを退社し、フリーのイラストレーターとして独立。2003年にテレビ和歌山からの依頼で和歌山市長の汚職事件の法廷画を手がけたことから、法廷画家としても活動をはじめた。TBS「みのもんたの朝ズバッ！」で榎本の法廷画が使われ、以来、イラストレーター・法廷画家として各メディアに紹介されるようになる。
2006年、大阪芸術大学通信教育部デザイン学科卒業。

### エピソード
- ペンネームの由来は、本名である漢字表記の「祥孝」だと、なかなか「よしたか」と呼んでもらえず、覚えて貰う為に下の名前だけひらがなにしたのがきっかけ。
- 趣味はアコギ演奏。尾崎豊、長渕剛、山崎まさよし、斉藤和義、さだまさし、玉置浩二、小田和正、槇原敬之の音楽をこよなく愛する。
- 「萌え系」の作風と評される事があるが、当の本人は嫌っている。

## 主な作品

### イラスト・挿絵

#### テレビ番組関係
NHK
- 青山ワンセグ開発 - VTR用イラスト

TBS
- みのもんたの朝ズバッ! - VTR用イラスト、フリップイラスト、法廷画（2006年 - ）
- ブロードキャスター - 法廷画（2007年）
- ピンポン! - VTR用イラスト、フリップイラスト、法廷画（2007年 - 2009年）
- 王様のブランチ - フリップイラスト（2008年）
- 早ズバッ!なまたまご - スポーツみのさんイラスト（2008年）
- ひるおび! - VTR用イラスト、フリップイラスト（2009年 - ）※2013年に法廷画家として本人出演
- 2時っチャオ! - フリップイラスト（2009年）
- テイク・ミー・アウト - VTR用イラスト（2009年）
- サンデー・ジャポン - 法廷画（2011年）
- 紳助社長のプロデュース大作戦 - VTR用イラスト（2011年）
- 夢の扉 - VTR用イラスト（2011年）
- もてもてナインティナイン - VTR用似顔絵（2012年）

日本テレビ
- ラジかるッ - VTR用イラスト、フリップイラスト（2007年 - 2009年）
- おもいッきりDON! - VTR用イラスト、フリップイラスト（2009年）
- さんま&所の大河バラエティ!超超近現代史!人間は相変わらずアホか!? - VTR用イラスト（2009年）
- DON! - VTR用イラスト、フリップイラスト（2010年）
- 5MEN旅 - VTR用イラスト（2010年）
- 24時間テレビ 「愛は地球を救う」 - VTR用イラスト（2010年）
- 心ゆさぶれ!先輩ROCK YOU - VTR用イラスト（2010年）
- Going!Sports&News - VTR用イラスト（2010年）
- 三谷幸喜のコトバのソムリエ - VTR用イラスト（2010年）
- うんちく・しりすぎ - VTR用イラスト（2010年）
- スッキリ!! - VTR用イラスト、フリップイラスト（2011年）
- ヒルナンデス! - VTR用イラスト、フリップイラスト（2011年 - ）
- ザ!世界仰天ニュース - VTR用イラスト（2011年）
- 世紀の和解SHOW - VTR用イラスト（2011年）
- 全国高等学校クイズ選手権 - VTR用イラスト（2011年）
- 超豪華!!スタア同窓会 - VTR用イラスト（2011年）
- ZIP! - VTR用イラスト（2012年）

テレビ朝日
- ナニコレ珍百景 - VTR用イラスト（2009年）
- お願い!ランキング - VTR用イラスト（2010年）

フジテレビ
- 百識王 - VTR用イラスト

テレビ東京
- ありえへん∞世界 - VTR用イラスト ※本人出演

関西テレビ
- ハピくるっ! - VTR用イラスト
- 読売テレビ
- 情報ライブ ミヤネ屋 - 法廷画

NOTTV
- ファミ通TV - VTR用イラスト

MONDO TV
- The MONDO Times - VTR用イラスト ※2012年に本人出演

#### 書籍
- 「おまめくん」（わかやま絵本の会、2003年） - ストーリーも兼任
- 「風雲!シスアドの現場」（秀和システム、2004年）
- 「チャレンジ!まちがいさがし王国」（ほるぷ出版、2004年）
- 「まちがいさがしファミリー」（ミリオン出版、2005年 - ）
- 「まちがいさがしパーク」（ミリオン出版、2005年 - ）
- 「間違いさがしPUZZLEVII」（ミリオン出版、2005年）
- 「レディース・クロス」（廣済堂出版、2005年）
- 「防犯住宅」（ニューハウスムック出版、2005年）
- 「まちがい探しランド」（白夜書房、2005年 - ）
- 「お絵かきパズルランド」（白夜書房、2006年 - ）
- 「川島隆太先生監修・脳が活性化するまちがい探し」（学研、2006年）
- 「まちが絵さがしパズル」（学研、2006年 - ）
- 「クロスワードパズル」（学研、2006年 - ）
- 「アローメイト」（マガジン・マガジン、2006年）
- 「まちがいさがしメイト」（マガジン・マガジン、2006年 - 2007年）
- 「リレー推理パズル」（コスミック出版、2006年）
- 「週刊しゃかぽん」（朝日新聞出版、2007年）
- 「週刊かがくるアドベンチャー」（朝日新聞出版、2008年）
- 「週刊ジュニアエラ」（朝日新聞出版、2011年）

#### その他
- 西武ライオンズ公式ポスター - イラスト制作（2010年）
- はやぶさ大図鑑（偕成社） - イラスト制作（2012年）
- なんで?本（ベネッセコーポレーション） - イラスト制作（2012年）
- 進研ゼミ小学講座（ベネッセコーポレーション） - 『チャレンジ5年生』イラスト制作（2013年）
- おもしろニュースサイト「らばQ」 - マスコットキャラクター制作（本人も出演）
- 兎田ぺこら（ホロライブプロダクション） - イラスト制作（2022年）[2][3]

### 漫画
- 「ゆうじんとう」（有田タイムス、1998年 - 2002年）
- 「りんちゃん」（倫研新報、2004年 - ）
- 「探Qわかやま」（読売新聞、2011年）
- 「トコノクボ」（2012年 - ）

## メディア出演
- わかやまNEWSウェーブ（NHK和歌山、2005年）
- Lism（和歌山リビング新聞社、2007年）
- アングラードガッチ（テレビドガッチ、2007年）
- TOKYO!（日・韓・仏合作映画、2007年） - 「メルド」に法廷画家役で出演
- Bible（TOKYO FM、2008年）
- 大胆MAP（テレビ朝日、2008年）
- 小倉智昭のラジオサーキット（ニッポン放送、2009年）
- ハローモンキーライヴ（バナナエフエム、2009年）
- 上柳昌彦のお早うGoodDay!（ニッポン放送、2009年）
- はいから万歳（はいからチャンネル、2009年）
- ザ・ゴールデンアワー（TOKYO MX、2010年）
- ワイド!スクランブル（テレビ朝日、2010年）
- おもろゲ動画SHOW 投稿!1000000000ビュー（TBS、2011年）
- 読売新聞 和歌山市局版（2011年）
- わかやま新報（2011年） - 和歌山商業高校で行った講演の取材記事掲載
- 森田一義アワー 笑っていいとも!（フジテレビ、2011年） - 似顔絵コンテストに出演
- くだまき八兵衛X（テレビ東京、2011年）
- RADIPEDIA（J-WAVE、2012年）
- 教科書にのせたい!（TBS、2012年） - 3ポイント画伯として出演
- 日経ビジネスアソシエ（日経BP、2012年）
- fole（みずほ総合研究所、2012年）
- 東京REMIX族（J-WAVE、2012年）
- ベストカー（講談社ビーシー、2012年）
- POWER BAY MORNING（bayfm、2012年）
- 日経ビジネスアソシエ「机術特集」（日経BP、2012年）
- 日経BPムック「仕事がはかどる文具術」（日経BP、2012年）
- 社会人&学生のための大学・大学院選び（リクルート、2012年） - イラストレーターとして特集記事掲載
- NexT（日本テレビ、2013年）
- モノ・マガジン（ワールドフォトプレス、2013年）
- 開運!なんでも鑑定団（テレビ東京、2014年） - 鑑定依頼人として出演。上記のロックマン4イラストコンテスト受賞記念にプレゼントされた金色のロックマン4ロムカセットを鑑定依頼した